# Villa Marianne
Die Villa Marianne, heute eine zweigeschossige Mietvilla in der Wichernstraße 6b im Stadtteil Alt-Radebeul der sächsischen Stadt Radebeul, war das Wohnhaus des Chemikers Richard Seifert. Dieser arbeitete seit 1885 in der nahegelegenen Salicylsäurefabrik von Heyden, wo er neben seinen vielen weiteren pharmazeutischen Entwicklungen auch die Rezeptur für das später von seinem Freund Karl August Lingner als Odol vermarktete Mundwasser entwickelte.

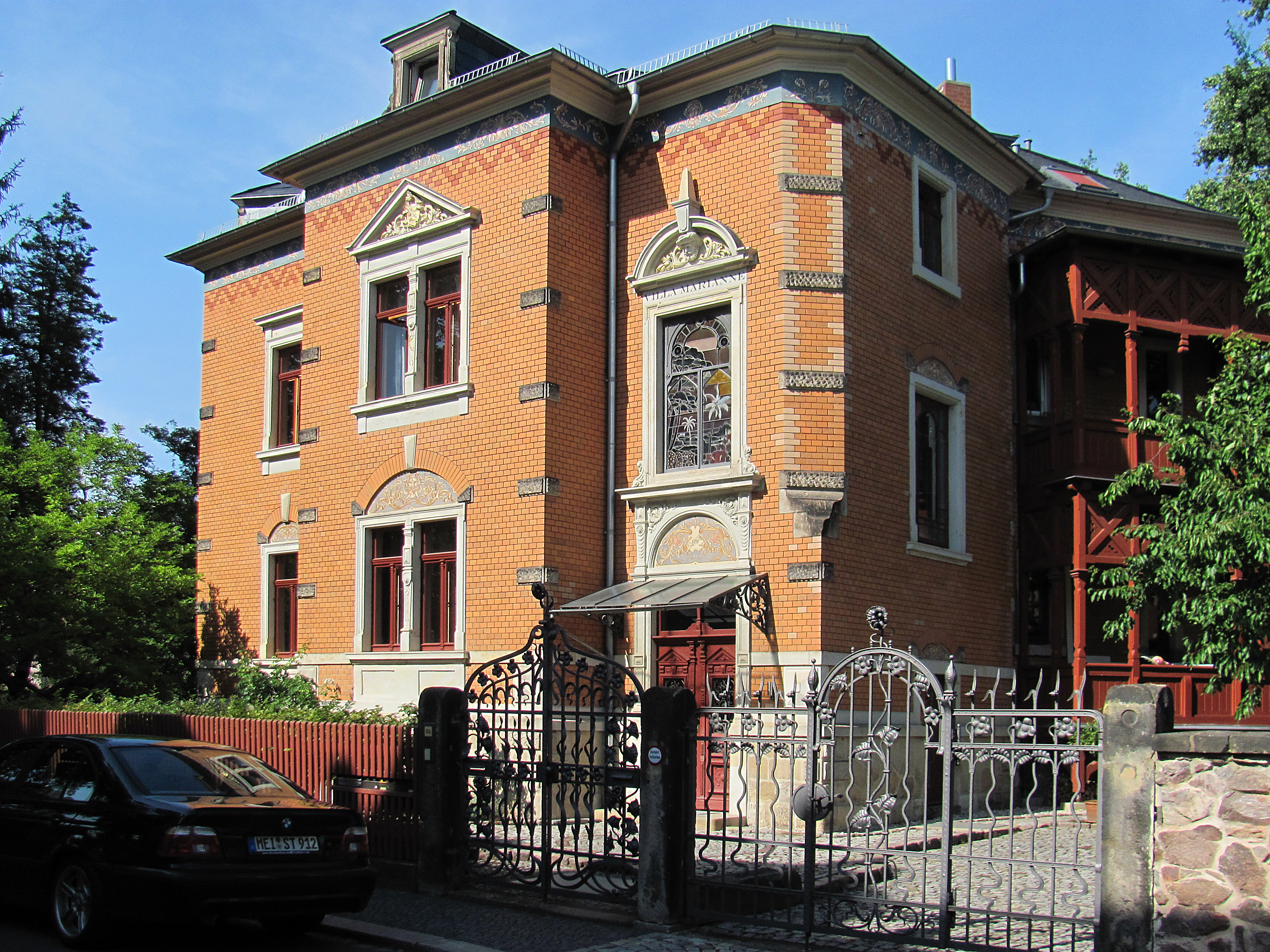
Villa Marianne mit Toranlage

## Beschreibung

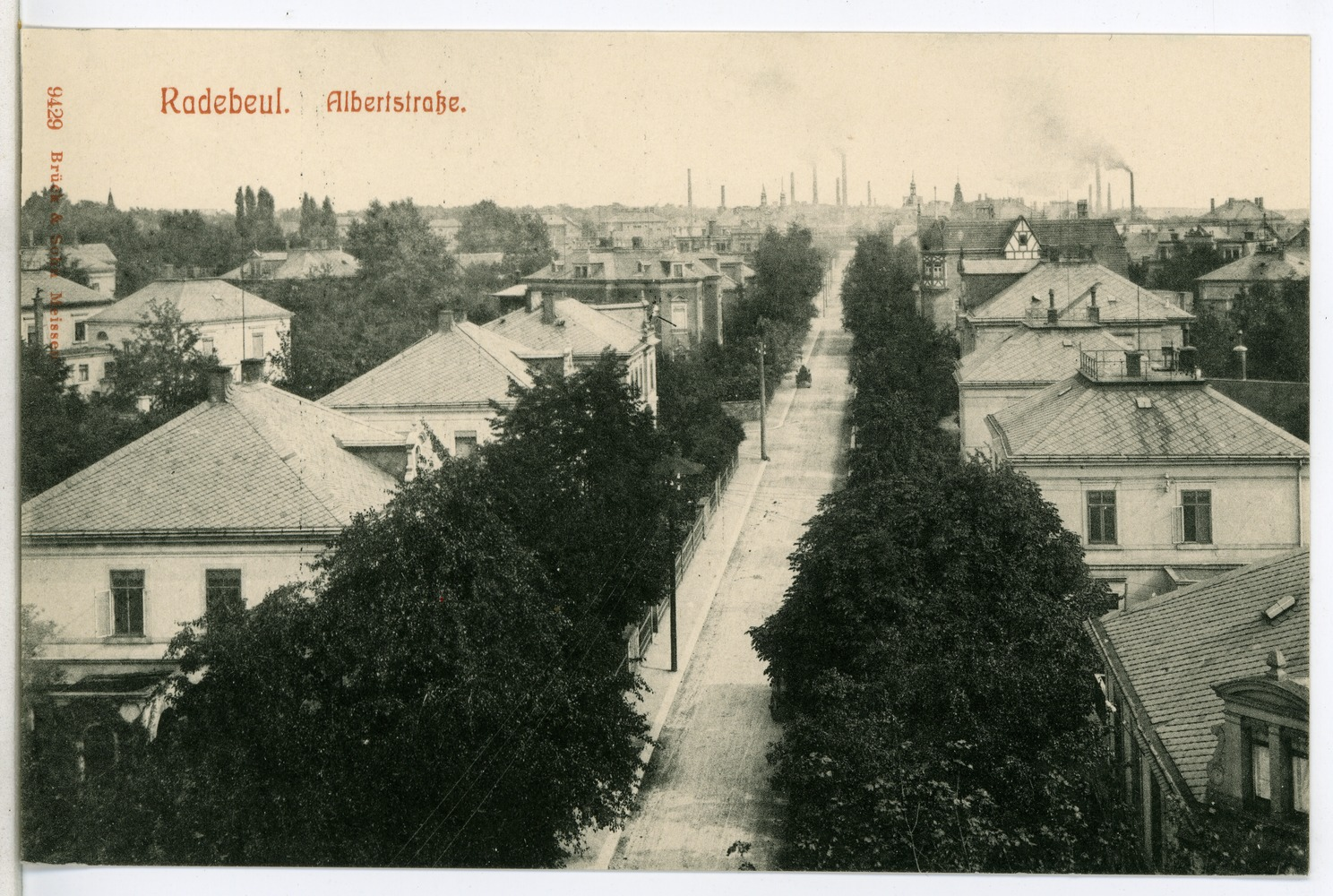
Villa Marianne mit einem Auto vor dem Eingang, 1908 (Bildmitte, linke Straßenseite)

1896 wurde der rote, heute zusammen mit Elementen der Gartengestaltung, der Einfriedung und der Pforte denkmalgeschützte Verblendziegelbau auf einem Eckgrundstück zur Rathenaustraße im Stil der Neorenaissance erbaut. Das Gebäude hat ein abgeplattetes Walmdach, zur Straßenfront einen Mittelrisaliten sowie zur Rathenaustraße und auf der Rückseite hölzerne Veranden mit Brettschnitzerei. Die Verdachungen der Fenster tragen figürlichen Stuckdekor, über dem schmiedeeisernen, gläsernen Vordach befinden sich dekorative Malereien in rundbogiger Einfassung.
Im Inneren zeigt das Treppenhaus eine prachtvolle Ausstattung im maurischen Stil mit Dekorationsmalerei, farbigen Fliesen und schmalen Säulen mit orientalischen Bogenstellungen, dazu ebenso wie in der Veranda Farbglasfenster. Die innere Ausstattung wird als denkmalpflegerisch „singulär“ eingestuft.
Das Tor der Einfassung ist ein Gitter im Jugendstil.
Seifert ließ sich 1911 die Villa Tautzschgenhof im Graue-Presse-Weg 62 auf der Hangkante zwischen Wahnsdorf und Oberlößnitz errichten.

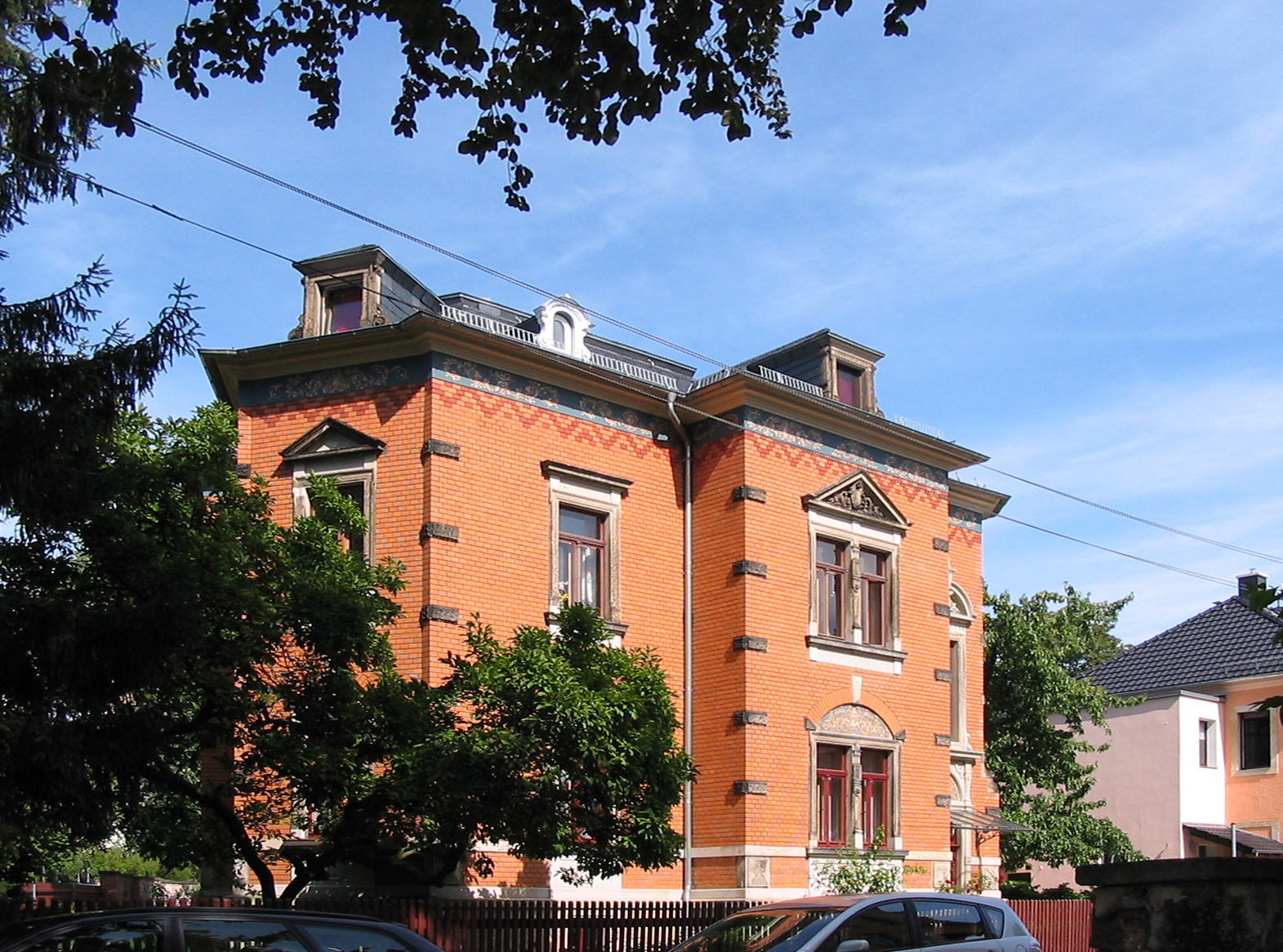
Villa Marianne
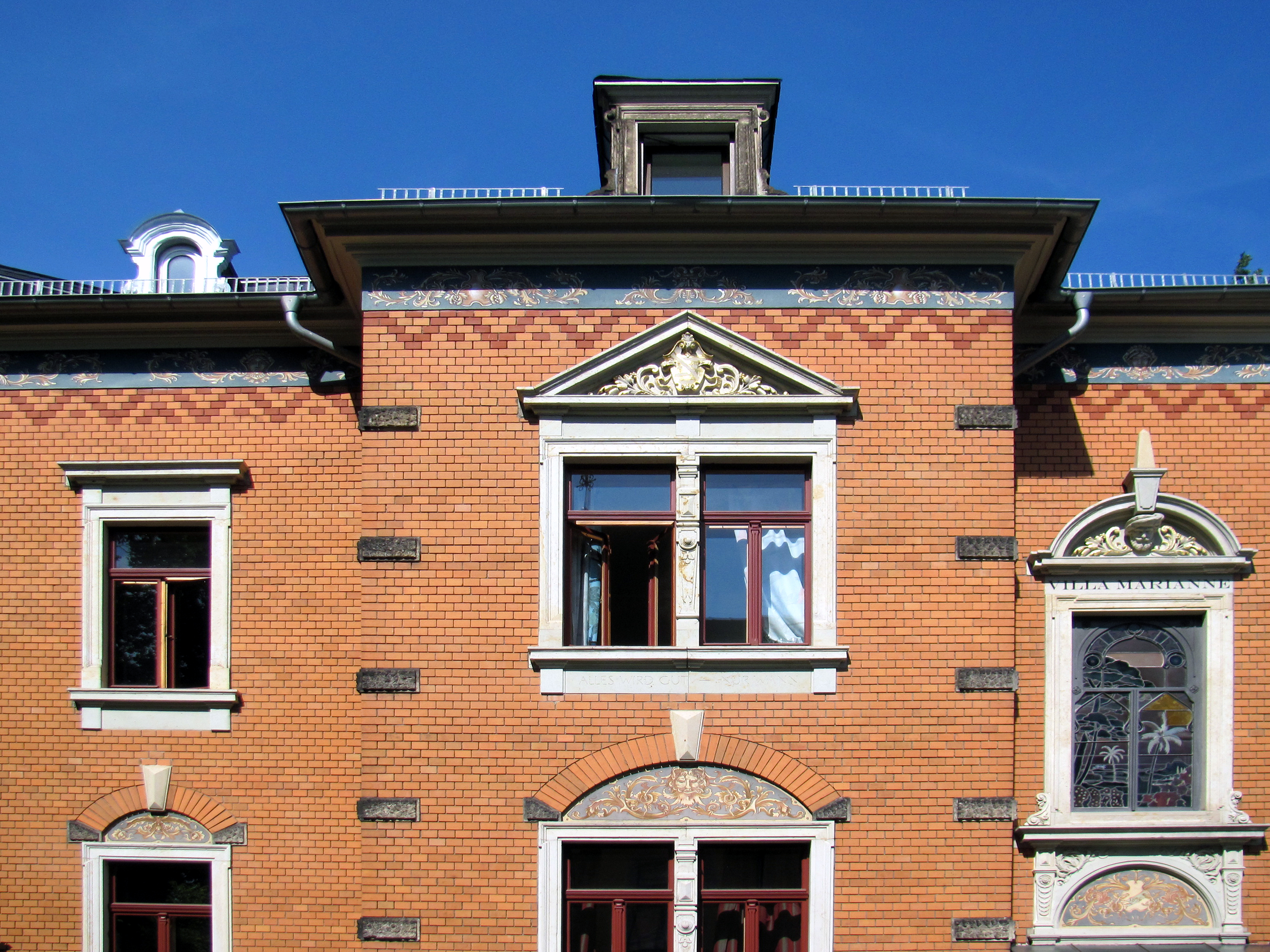
Villa Marianne: Glaskunst über dem Eingang (re.), Stuck und Malerei
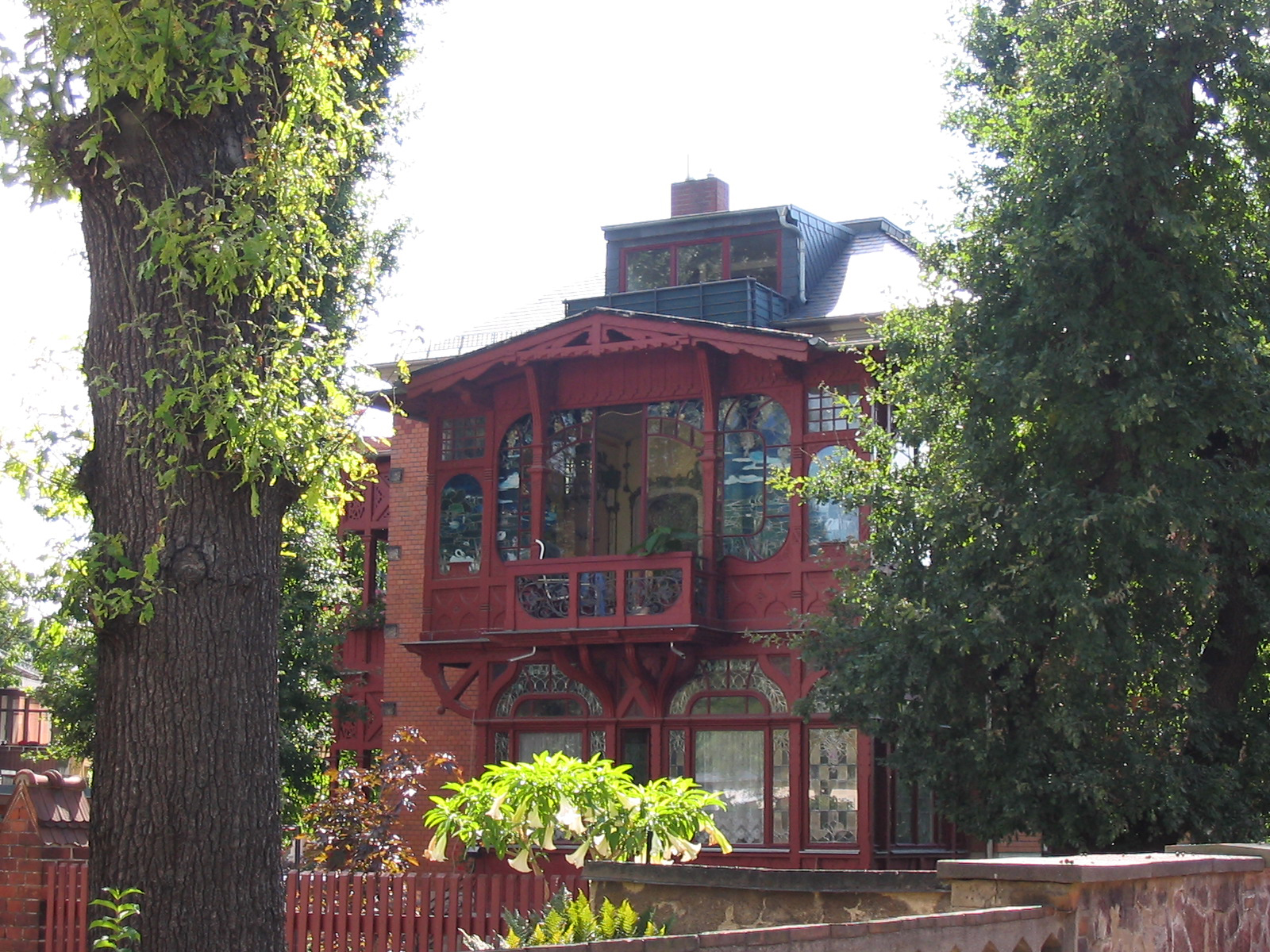
Villa Marianne, Rückseite
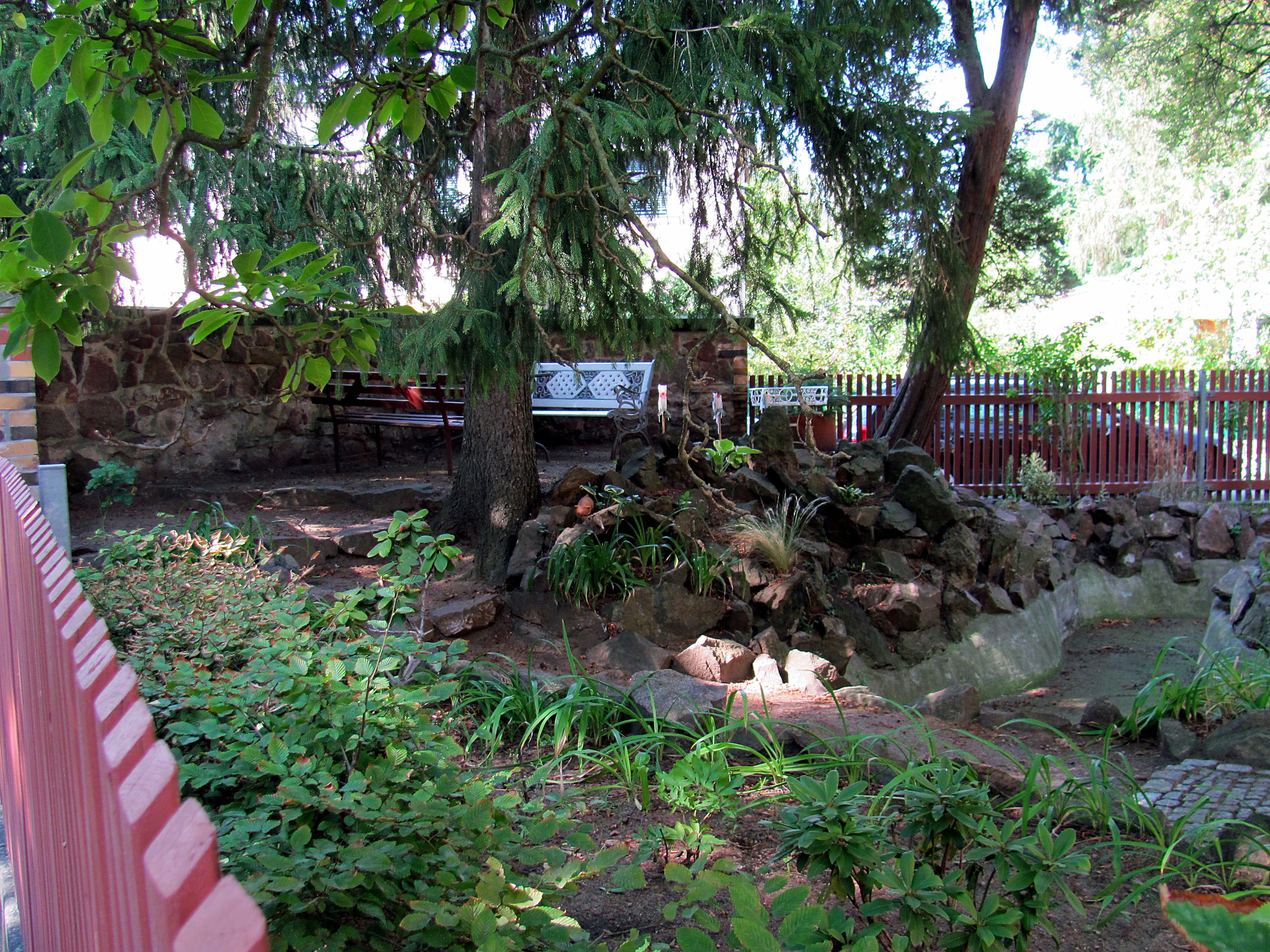
Villa Marianne: Eckhügel mit Gartenteichbecken